# آنا لیونگ بروفی
آنا لیونگ بروفی (انگلیسی: Anna Leong Brophy) کمدین و بازیگر اهل بریتانیا است.

## زندگی اولیه
آنا لیونگ بروفی در  منطقه برنت، شمال‌غرب لندن بزرگ شد. او اصالتی ایرلندی و سینو-کادازانی دارد.

## حرفه
بروفی به‌همراه شریک کمدی‌اش، امیلی لوید-سینی، پادکست هنوز معتبر را اجرا می‌کند. آن‌ها همچنین در جشنواره ادینبرو فرینج، در قالب گروه‌های کمدی BattleActs! و EGG به اجرای برنامه پرداخته‌اند. او در آثار مختلفی از جمله مجموعه‌های تلویزیونی، بازی‌های ویدئویی، کتاب‌های صوتی، تئاترها و فیلم‌ها نقش‌آفرینی کرده است.
در ژانویه ۲۰۲۲ اعلام شد که لیونگ بروفی در فصل دوم مجموعه فانتزی سایه و استخوان، محصول نتفلیکس، نقش تمار کیر-باتار را ایفا خواهد کرد.
او در سال ۲۰۲۵ در فیلم لایو اکشن اقتباسی بر پایهٔ فیلم پویانمایی چگونه اژدهای خود را تربیت کنیم (۲۰۱۰) ایفای نقش کرده است.

## زندگی اولیه
آنا لیونگ بروفی در  منطقه برنت، شمال‌غرب لندن بزرگ شد. او اصالتی ایرلندی و سینو-کادازانی دارد.

## حرفه
بروفی به‌همراه شریک کمدی‌اش، امیلی لوید-سینی، پادکست هنوز معتبر را اجرا می‌کند. آن‌ها همچنین در جشنواره ادینبرو فرینج، در قالب گروه‌های کمدی BattleActs! و EGG به اجرای برنامه پرداخته‌اند. او در آثار مختلفی از جمله مجموعه‌های تلویزیونی، بازی‌های ویدئویی، کتاب‌های صوتی، تئاترها و فیلم‌ها نقش‌آفرینی کرده است.
در ژانویه ۲۰۲۲ اعلام شد که لیونگ بروفی در فصل دوم مجموعه فانتزی سایه و استخوان، محصول نتفلیکس، نقش تمار کیر-باتار را ایفا خواهد کرد.